# Charles Algernon Parsons
Sir Charles Algernon Parsons, född 13 juni 1854 i London, död 11 februari 1931 i Kingston Harbour på Jamaica, var en brittisk ingenjör. Parsons var yngste son till William Parsons Rosse.

## Biografi
Parsons har gjort sig bemärkt genom uppfinningar på ångturbinteknikens område. Han var verkställande direktör i flera stora industriföretag, bland annat i Parsons & Co i Heaton, Newcastle-upon-Tyne, för tillverkning av bland annat ångturbiner och elektriska generatorer. Han tilldelades Rumfordmedaljen 1902 och erhöll knightvärdighet 1911.
Den första tillverkade ångturbinen av hans konstruktion monterades 1897 i fartyget Turbinia och kunde driva fram detta med en fart av 34,5 knop.